# グフ
グフ (GOUF) は、「ガンダムシリーズ」のうち宇宙世紀を舞台とする作品に登場する架空の兵器。有人操縦式の人型機動兵器「モビルスーツ （MS）」のひとつ。初出は、1979年放送のテレビアニメ『機動戦士ガンダム』。
作中の敵側勢力であるジオン公国軍の量産機で、ザクII（陸戦型ザクII）の格闘戦能力を強化した後継機。青い機体色と、両肩の牛の角のように反り返ったスパイクが特徴で、電磁ムチのヒート・ロッドや左手指の機関砲といった武器が内蔵されている。ランバ・ラル大尉が搭乗する1機が先行して登場し、「ザクとは違う」性能をもって主人公アムロ・レイが搭乗するガンダムを苦しめる。のちに、量産型も複数登場する。
本記事では、外伝作品などに登場するバリエーション機などについても解説する。

## デザイン
メカニックデザインは大河原邦男による。ヒート・ロッドを武器にすることが前提とされたが、それ以外は自由にデザインできたという。ザクよりは高貴な感じをもたせたとのこと。

## 設定解説
ジオン公国軍は、独立戦争における地球侵攻作戦用にザクII（F型）の改修型である陸戦型（J型）を開発するが、汎用型であるザクIIには基本設計に削除不能な部分が多く、性能に限界があった。ジオニック社ではJ型の生産と並行して、J型を全面改修した新型陸戦用MSの開発が進められる。また、ジオン軍は連邦軍もMSを開発することを予測しており、対MS戦も視野に入れて開発されている。
ザクIIの基本設計をもとに、陸戦用MSという目的を徹底的に追求した構造となっており、新造パーツは60パーセント以上におよぶ。地上での冷却効率の悪さからラジエーターを大型化、ロケット燃料タンクの容量は減らされ、無重力区域での走行用マグネットは省略されている。また南極条約の締結を受け、対放射線能力が低い代わりに強化された装甲を採用、格闘戦用に部分的な強化もおこなわれるが、過度の重装甲は避けてシールドはオプションとなっている。
試作1号機（YMS-07A）から特徴的な両肩のスパイク・アーマーと頭頂部のブレード・アンテナが装備されているが、試作3号機 (YMS-07B) で両腕への固定武装の装備と外装の整理がおこなわれ、一般的に知られるグフの外観となっている。ランバ・ラルが搭乗したのもこのYMS-07Bである。
開戦間もない宇宙世紀0079年初頭に制式採用され、MS-07Bとして量産化される。量産には月面のグラナダと北米のキャリフォルニアベースにあったザクII J型の生産ラインがそのまま転用されている。実戦配備は3月18日の第3次地球降下作戦から開始され、おもに北米やアジア方面に配備されている。しかし、近接戦闘に特化した兵装や機体特性で操縦難度が高く熟練パイロット以外は十分に使いこなせないことや運用コストの高騰といった問題から、オデッサ戦以降の生産ラインは縮小を余儀なくされ、ドムの登場もそれに拍車をかけている。生産機数は不明であるが、それほど多くないという。一年戦争後期には、来たるべき月面での決戦に備え宇宙用としての改造プランがあったとする説もある。
　なお、汎用性の低さと癖の強さから本機が主力となることはなくザクに替わる主力機の座はより扱いやすく移動速度も高いドムが担ったがジャンプ性能などの縦方向の機動性能の高さを好むエースパイロットはドム登場後も本機を愛用したとされる。

### 機体構造
頭部
プロトタイプの各種機能や構造をさらにブラッシュアップし、生産性も向上している。ザクでは指揮官機にのみ装備されていたブレード・アンテナがグフでは標準装備となっているが、これは開発当初から爆撃機兼輸送機であるド・ダイYSとの連携や飛行試験型のテストベッドとしての運用が想定されていたからとも、エース・パイロット用の機体と目されていたからとも、地上では電波が伝わりにくいからともいわれる。
胴体部
ザクIIと比較して、コックピットの配置や冷却装置の外装など構造的にかなり変更されている。これは本機の開発が、ジオニック社のみならずツィマット社やMIP社も本格的にMS開発に参画し始めた時期であり、各社が切磋琢磨を繰り返すことにより各種部品の品質向上および小型高性能化を実現したためである。特にザクII J型で深刻な問題であった機体冷却技術は、M&Y公社とZAS社の合同プロジェクトによって基礎技術を確立したドライバの採用により、潜熱を拡散する効率とジェネレーターの安定稼働の保証時間が格段に延長されている。また、補助デバイスをエネルギー供給端末に分散配置することで伝達経路の負担が軽減され、運動性の向上に成功している。制御系の保護回路も複数のフェイルセーフを実装可能とし、コックピット周辺が損壊しても駆動系や操縦系統に致命的なダメージを受けることなく戦闘を継続したという事例も報告されている。
コックピット・ハッチは2重装甲となっており、パイロットの保護を優先した構造となっている。コックピットの操作系は機種転換の際にパイロットの混乱を防ぐため、基本的にザクII系のものが流用されている。
背部ランドセルは、並行して開発されていた高機動型試作機の計画が統合されたことにより、短距離ジャンプ飛行が可能となっている。
腕部
流体内パルス・システムのトルク対容積比の改善により、四肢を中心として内部容積に余裕が生まれたため、開発段階で設計されていた固定装備を試験的に内装して標準装備としている。これは、オプションなしでの戦闘力を大幅に向上させるための処置である。使いこなせれば、携行式のオプションより使い勝手がよい場合もあったという。
スパイク・アーマー（ショルダー・アーマーまたはショルダー・スパイクとも）は格闘戦能力向上のため両肩に装備されている。中央部のスパイクが延長されて反り返った形状となっており、相手のふところに潜り込んで突き上げる戦法が想定されているとともに、敵パイロットへの視覚的威圧も意図されている。
脚部
腕部と同様に内部容積に余裕が生まれたため、補助推進システムが装備され、機動時の初期加速や悪路での走破性も向上し、より地上戦に適した機体となっている。足部にもこれらを考慮したシリンダー機構が組み込まれている。足底のスラスターにも改良がほどこされている。ザクII系でウィークポイントとなっていた動力パイプはふたたび内装され、膝関節部にはその保護カバーも追加されている。膝アーマーはインナーフレームと連動するスライド機構が組み込まれ、スムーズな可動を確保している。

### 武装
ヒート・ロッド
伸縮式の電磁鞭。全長17.5メートルで、摂氏400度まで放熱可能。微細な圧電アクチュエーターを含む特殊構造のデンドリマーと、それを覆う導電率の高い重合体からなる。この重合体は互いに絶妙な粘度で融着し、テンションを調整することで対象に巻き付けることも可能である。重合体は位相を変えることで分子量を制御しており、ロッド自体のストロークや容積すべてが腕部に内装されているわけではない。射出は腕部のモーメントと重合体そのものの反発力によっておこなう。
対MS戦闘においてはヒート・ホークよりも効果があるとされる。敵機の武器を絡め取ったり、腕や足に組み付かせて電流を流し、パイロットと機体双方にダメージを与えることも可能。そのままムチとして使用してもガンダムの爪先を切断したり、胴体に盾ごと巻きつけた部分を黒焦げにして曲げてしまうほどの威力も保有している。
5連装75ミリ機関砲
「グフ・マシンガン」、「フィンガー・バルカン（砲）」、「フィンガー・マシンガン」、「フィンガー・ランチャー」とも呼ばれる。
左手の五指すべてがマシンガンの砲口となっている。内部の銃身はフレキシブルに可動するものの、細かい動作は不可能である。弾倉は左腕全体の余剰スペースに設けられ、ベルトを介して給弾される。破壊力は低いが、白兵戦時の牽制用装備としては効果的。
曲射砲身を採用していることから実験部隊においては柔軟な戦闘が出来る装備とされたが、外装式の武装に慣れていたパイロットにとっては扱い辛く、使いこなせたのは一部の技量が高いパイロットのみであった。そのため、多くの部隊では本装備を取り外している。
ヒート・サーベル
型式番号：Type-βIV
「ヒート剣」、「グフ・サーベル」、「ヒート・ナイフ」とも呼ばれる。シールド裏に装備されている格闘武器。収納時は柄のみの状態だが、柄に充填されている形状記憶処理済みのセラミックス系の微粒子を主成分とする高分子化合物によって瞬時に刀身を形成し、灼熱化した巨大な剣となる。加熱には本体の熱核反応炉の電力を利用し、マニピュレーターを伝わって供給される。刀身の材質は電荷に対する反応も早いため加熱を待つ必要はなく、瞬時に使用可能となる。打突よりは斬撃に向いており、1回の戦闘で十数回使用できるが、基本的には使い捨てである。
テレビ版放送当時および終了直後の資料では「ビーム・サーベル」とするものもあった。実際にサーベルが唯一使用される19話において、この剣はガンダムのビームサーベルと同じくオレンジ色の光線をグリップから放射する兵器のように描かれており、この演出は劇場版でも改められていない。
グフ・シールド
専用の盾で、マニピュレーターとしてほとんど機能しない左手のために開発される。遠距離よりも、近接戦闘における防御を重視した構造となっている。裏側にはヒート・サーベル用のマウント・ラッチを備える。
設定画では手持ち用のグリップが存在し、テレビ版第12話、第19話では明確にグリップを握っている。だが第16話出撃時にはグリップに左腕を通しており、第22話でザク・マシンガンを両手で構える機体も左腕にマウントしているように描写されるなど、携行方法は一定していない。
その他
劇中ではザク・マシンガンやヒート・ホーク、ドムのジャイアント・バズを携行する機体もみられる（#劇中での活躍を参照）。

### 劇中での活躍
テレビ版第12話で初登場。それまでの公国軍のMSはザク（シャア専用ザクおよび旧ザクを含む）以外は登場しておらず、ガンダムで本機と交戦したアムロから「新型」と認識されている。アムロは戦闘の中で装甲も出力もザクとは違うことを体感し、搭乗者のラルも「ザクとは違うのだよ、ザクとは」という台詞を発している。
第12話では「グフ」という名称は呼ばれておらず、2度目の登場となる第16話でラルが「モビルスーツのグフ」と呼んでいる（なお、第15話終了後の次回予告で、これに先行して「グフ」の名が呼ばれている）。第17話にも登場した後、第19話では唯一ヒート・サーベルを使用してガンダムと剣技による一騎討ちとなる。迫り来るガンダムの構えたシールドを両断するが、その隙にガンダムは上方に跳躍しており、本機は口吻部からコックピット・ハッチにかけて斬りつけられる（操縦系統は無事）。反撃でガンダムのコックピット・ハッチを斬り裂いて互いに目視となり、2度目は本機から仕掛けるが、本機が両手で横なぎに振るったヒート・サーベルをガンダムは屈んでかわしつつ、そのままビーム・サーベルを振り上げて本機の両腕を切断する。お互いの搭乗者を認識した後、本機はタックルを仕掛けたところで背中にビーム・サーベルを突き立てられ、撃破される。しかし、爆発前にラルは後退するガンダムにワイヤーを投げて引っ掛け、脱出に成功している。
第22話冒頭には、ヒート・ホークを携行する第86ボーキサイト基地所属の1機が登場し、ガンダムにビーム・サーベルでコックピットを貫かれる。同話後半にはマ・クベ配下の計8機が登場し（うち6機はザク・マシンガンを携行）、ザクと同様に本機も量産されていることが明示される。うち半数はガンダムとハヤト・コバヤシのガンキャノンに撃破されるが、弾薬およびエネルギー切れにより、両機は撤退する。これらは劇場版には登場しない。
第23話では、前話でのマ・クベの策略による大損傷を経て不時着したホワイトベースに対する補給を阻止するため、本機とド・ダイYS 3機ずつによる戦隊が出撃。ドップの編隊とともにマチルダ・アジャン率いるミデア輸送隊を襲撃するが、救援に駆け付けたアムロのコア・ファイターのミサイル連射により、1機が撃破される。その後、空中換装したガンダムとヘイブ機が地上で交戦し、ヒート・ロッドを巻き付けてガンダムの腹部装甲およびシールドに損傷を与えるが、そのまま近付いてきたガンダムに左脚を切断され、倒れた拍子に爆発する。脚部の回路までダメージがおよび歩行もままならなくなったガンダムに、ド・ダイに乗るマーチ機が集中砲火を浴びせるが、輸送隊が運んできたGファイターにハヤトが搭乗し、ガンダムを乗せることで空中戦となる。最後はガンダムがシールドを投擲したことにより、地上に落下したところをコックピットにビーム・サーベルを突き立てられ、撃破される。これらも劇場版には登場しない。
その後はドムや水陸両用MSの登場、さらに舞台が地上から宇宙へ移行するにしたがって出番はなくなり、第29話のジャブロー攻略戦でガウ攻撃空母から降下する3機の小隊と、地上に降り立つ1機が確認できるのみである。劇場版『機動戦士ガンダムII 哀・戦士編』では、さらにザクIIとともに降り立ち、ドムのジャイアント・バズを発射する1機が新たに描かれた。
テレビ版当初の全52話構想を監督の富野喜幸が記した「トミノメモ」と呼ばれるシノプシスでは、キシリア艦隊の偵察部隊の中にガッシャの随伴機として宇宙での登場が想定されていた。
テレビ版放送終了直後に朝日ソノラマから出版された児童向けのアニメ絵本『主題歌のソノシート付き絵本 機動戦士ガンダム』第2集では、シャア・アズナブルがジャブロー攻略戦で赤い本機に搭乗する場面が描かれていた。

## 試作機・先行量産機

### プロトタイプグフ
画稿の初出は『MSV』の企画以前に発行されたムック『TV版ストーリーブック2』で、グフの準備稿（2つあるうちの2番目）をリファインしたものだが、「青い塗装ではないグフ」という旨のキャプションが添えられるのみであった。その後の『講談社のポケットカード8 モビルスーツコレクション』では「グフ試作タイプ」の名称で掲載された。『MSV』から「プロトタイプグフ」とされ、詳細な設定が掲載されるとともに、背面画稿が新たに描かれた。型式番号は、『MSV』初期の設定では "YMS-07" とされており、のちに "YMS-07A" に改められるが、開発系統図ではYMS-07からYMS-07AとYMS-07Bに枝分かれしている資料もある。
公国軍の「第1期陸戦用MS開発計画」において、ジオニック社が提案した機体。地上用のMS-06J ザクIIを原型としており、試作は3か月でおこなわれ、占領したキャリフォルニアベースで完成している。グフの試作1, 2号機の仕様で、細部はのちの量産型と異なる。モノアイは360度の全周型になっており、背部ランドセルはメイン・スラスター3発、コックピット・ハッチは3面式で、ザクII同様脚部の動力パイプが露出している。
本機から脚部に補助推進機が装備されたとされるが、外観上確認できるのはYMS-07Bからである。塗装はカーキ色を基調に、一部黒と白で塗られており、腹部、左足、シールドに "2" の番号が記された機体が有名である。グフ飛行試験型の開発には、3機がベース機として使用されている。

### グフ (YMS-07B)
型式番号は『MSV』で設定された。詳細は設定解説を参照。
グフの試作3号機の仕様。のちの量産型とまったく同じだが、チューニングは慎重におこなわれているため、実戦ではかなりの好成績をおさめている。ランバ・ラルが搭乗した機体のほか、1機がグフ飛行試験型のベースとなっている。

### グフ（先行量産型）
『MSV』の文字設定が初出（型式番号：MS-07A）。「先行量産型」の名称は『ガシャポン戦士』のおまけシールにより、「初期生産型」とも呼ばれる。
YMS-07Bの開発後、固定武装の生産に先行して製造された機体。両腕が通常のマニピュレーターとなっており、機体の特色に乏しい仕様となっている。32機が生産されている。
テレビ版『機動戦士ガンダム』第22話後半に登場する、両手でザク・マシンガンを構え左前腕にシールドをマウントする数機のグフがこれに当たるとする見解もあるが、明言した資料はない。また、うち1機は右腕にヒート・ロッドを装備しているのが劇中で確認できる。『ガシャポン戦士』のおまけシールでは、量産型と同様の外観でザク・マシンガンとシールドを携行している。
ゲーム『機動戦士ガンダム ギレンの野望』シリーズでは、量産型と同様の外観ながら頭部アンテナがなく、ドダイYSへの搭載が不可能となっている。武装は120ミリマシンガンとヒート・ホーク。
ゲーム『ジオニックフロント 機動戦士ガンダム0079』では、量産型を基本に腹部、膝部、股間部、ランドセルがプロトタイプグフと同様の外観になっている。塗装は濃淡グリーンを基調とする。武装は120ミリマシンガンと120ミリアサルトライフル、およびヒート・サーベル。

#### グフ降下猟兵
ムック『GUNDAM GAMES』に登場（型式番号：MS-07A）。
低速で飛行するガウ攻撃空母が連邦軍の高射砲に対して無防備であるため、砲弾の到達高度よりも上空から降下するための仕様。先行量産型の背部にパラシュートを内蔵したバックパックを、両脚部にバーニアを追加装備しており、これらは着地後に切り離される。背面しか確認できないが、機体はグレー地に緑の迷彩塗装がほどこされている。マ・クベ大佐麾下の空軍第6航空団第4MS降下猟兵旅団に配備されている。
武装
120ミリコマンド・ライフル
ザク・マシンガンの短銃身モデル。バレルには大型のマズル・ブレーキが装着され、折り畳み式のストックを装備。予備のマガジンを右腰に2基重ねて携行する。
ほかに、ヒート・ホークの装備が確認できる。

### 高機動型試作機
画稿の初出は『TV版ストーリーブック2』で、「ザクからグフへの改良過程の試作MS」とのキャプションが添えられていた。その後『講談社のポケットカード8』で「ザク→グフ発展型」の名称で掲載され、解説では頭頂部メイン・カメラや腰部の冷却器より、ガンダムの影響下にあることが指摘されている。『MSV』で「高機動型試作機」とされ、詳細な設定が掲載されるとともに、背面画稿が新たに描かれた。「高機動型試験機」とも呼ばれる。なお、テレビ版『機動戦士Ζガンダム』に登場が予定され、ほかの『MSV』の機体とともにときた洸一によってクリーンアップ画稿（カラー、MSV版と同じ塗装）が描かれたが、劇中には登場しなかった。
公国軍の「第1期陸戦用MS開発計画」において提案され、プロトタイプグフと競作の形で開発が進められた新型陸戦用MS。開発はのちのドムによって一躍名をはせるツィマット社によるもので、ザクII F型の基本設計を流用し、おもに接近戦やゲリラ戦を主眼に置いている。ラジエーターや装甲の強化、および機体の軽量化がなされ、背部と脚部には新開発の推進エンジンを装備し、短距離のジャンプ飛行も可能な設計となっている。胴体部は、のちのペズン・ドワッジに近い構造が採用されている。
しかし、総合的にはザクII J型と大差ない性能であり、「ザクのリファイン版に過ぎない」ともいわれる。また、推進エンジンの出力不足で十分なジャンプができずに終わる。コストパフォーマンスも悪く、ツィマット社上層部と軍部の判断によって試作段階で計画中止となり、プロトタイプグフに計画が統合されたため、5機の生産に留まっている。しかし、本機で培われた技術はドムで結実する。なお、のちに連邦軍のガンダムのデータをもとに高機動化が図られるが、性能は期待されたほど向上せずに終わっている。塗装は黒を基調に、一部白とグレーで塗り分けられている。
ゲーム『SDガンダム GGENERATION-ZERO』を初登場とする同シリーズでは、『MSV』の設定とは逆に宇宙適性の高い機体とされている。同シリーズの攻略本の中には、ザクIIに替わる宇宙空間での機動性を強化した機体のための試作機であり、並行して開発されたグフと同型のフレームなどが用いられるが、同時期に開発されていた高機動型ザクIIとコンセプトが被るため早期に開発が中断されたとするものもある。

## バリエーション

### グフ（量産型）
YMS-07Bの量産型（型式番号：MS-07B）。型式番号は『MSV』で設定された。『ガシャポン戦士』のおまけシールの解説では「後期生産型」とも呼ばれる。詳細は「設定解説」を参照。
下記の個人専用機のほかにも、「グフレディ」のイラストを胸部に描いた東南アジア戦線のサイラス・ロック中尉、機体をダーク・ブラウンで塗装し「チャイナレディ」のイラストを描いたマルロ・ガイム中尉など、エースパイロットの愛機として名をはせている。
個人専用機
マ・クベ専用機
『MSV』で設定されたマ・クベ大佐の専用機で、当初の名称は「グフカスタムタイプ」とされた。公国軍のカスタムタイプの中でもっとも異様なものとされ、アンテナとしての機能はもたないスピアヘッド状の装飾（のちに大佐が搭乗するギャンに似ている）をもち、機体各部にエングレービングがほどこされている。また、コックピットのシートの素材なども吟味されている。戦闘用というより、一種のステータス・シンボルおよび儀仗用としての意味合いが強かったとされる。カラーリングは、濃淡グレーを基調に、一部黒とブラウンで塗り分けられているものと、標準塗装と異なる濃淡ブルーを基調に、一部黄色（金色）と赤で塗り分けられているものが確認できる。
トーマス・クルツ専用機
ゲーム『機動戦士ガンダム ギレンの野望 ジオン独立戦争記』に登場。トーマス・クルツがグフに搭乗していたというのは『MSV』の文字設定が初出であるが、カスタム機であるとは明言されていなかった。緑とカーキ色を基調に、一部黒で塗り分けられている。
ヴィッシュ・ドナヒュー専用機
ゲーム『機動戦士ガンダム外伝 コロニーの落ちた地で…』に登場。「荒野の迅雷」と呼ばれたヴィッシュ・ドナヒュー中尉の専用機。グフ・カスタムが入手困難であることから、着脱式に変更された同機のオプション装備のみを入手して組み込み、汎用性を回復させた現地改修機のひとつで主にオーストラリア戦線で運用された。。ゲーム『機動戦士ガンダム外伝 コロニーの落ちた地で…』においてはドナヒュー専用機以外のオーストラリア戦線の一般機のグフも同様の現地改修が施されており左手をマニピュレーターに換装し、グフ・カスタムのヒート・ロッドと3連装35ミリガトリング砲を装備。カラーリングは通常のグフと同じ青色の標準塗装だがブレード・アンテナと両肩のスパイクに白いラインが入っている。ドナヒュー専用機とオーストラリア戦線一般機との外見の差異としてはドナヒュー中尉専用機にはシールドに隻眼のドクロと稲妻をモチーフとするパーソナル・エンブレムが描かれている。
ゲーム『機動戦士ガンダム バトルオペレーション』シリーズでは「グフ(VD)」と表示される。ドムのジャイアント・バズを携行しており、また、入手していればドム・トローペンのラケーテン・バズにも換装可能。
リメイク漫画版『機動戦士ガンダム GROND ZERO コロニーの落ちた地で』では、肩部スパイク・アーマーの装甲が2重になりスパイクの形状も原典とは異なる。また、装甲の一部には「戦争を楽しもう 平和が怖い」と記されている。

#### グフ・カスタム
OVA『機動戦士ガンダム 第08MS小隊』に登場。メカニックデザインはカトキハジメ。OVA『機動戦士ガンダム0083 STARDUST MEMORY』に登場したF2型ザクの系譜に沿ったデザインとなっている。名称は、OVA発売当初の文献では通常型同様の「MS-07B グフ」とされていた。当初の予定では「グフ=青」のイメージを崩したく、頭部アンテナのみ赤く全身は黒（映像ではわかりづらいのでグレーで表現）とされていたが、スタッフの反発を受けて変更された。監督の飯田馬之介によれば、決定稿のカラーリングは青に見えるグリーンとのこと。また、全身グレーの塗装はグフ・フライトタイプに受け継がれている。
固定武装化により失われたグフの汎用性を、左手を通常のマニピュレーターに戻し内装火器を外付けにすることによって確保し、遠距離戦闘への対応も主眼に入れた仕様で、07B系のうち最後期に生産されたもののひとつ。飛行タイプの試作のためにジオン本国で再設計・生産されたパーツを多用しているといわれており、一説には08系の技術導入を良しとしないジオニック社の技官により同社の純正品のみで建造されたハイエンドな機体であるともいわれる。運動性・機動性ともにキャリフォルニアベース純正のグフとは一線を画することから、「グフカスタム」と呼称されることが多い。
内部構造は従来機から大きく変更されていないが、統合整備計画の影響が濃厚であり技術の熟成が反映されている。頭部にはジオン本国で生産されたパーツやデバイスが多く実装され、空間把握能力に優れているといわれ、高所から俯瞰しての索敵能力は偵察機並みであるとも噂される。コックピットは、共通規格の第2期生産型を採用している。脚部は、従来型より多少跳躍高度が改善されている程度である。
一年戦争末期に投入されているため、配備数は多くない。しかし、幾人ものエース・パイロットの愛機として赫々たる戦果を挙げており、07系MSの最高傑作であると評価するものも多い。
武装
ヒート・ロッド
従来型のヒート・ロッドを構成する高分子重合物が当初の予想ほどコストが下がらず、また前線ではメインテナンスが対応しきれないという報告もあり、本機では仕様が変更される。ロッド自体をワイヤー状のものに変更して小径化することで有効射程も延長され、扱いやすくなったといわれる。材質は変更によって強化され、耐荷重は機体を懸架できるほどにまで向上している。また、従来型では体勢によっては使用できないことが指摘されていたため、ロッド・シューターに射出装置を内装し、先端にマグネットと展開式の爪が付いたアンカー・ヘッドを装着している。これによりロッドの軌道やロック機構がコントロールしやすくなっている。電磁加熱による乗員へのダメージより、ショック・パルスによる電装系の無効化が優先されている。「ヒート・ワイヤー」や「アンカー・ワイヤー」、「アンカー・タイプ」とも呼ばれる。
飯田監督は従来のミミズ状のデザインを希望したものの、カトキはワイヤー状にリファインすることを主張して大いに揉めたという。結局カトキがコマ漫画風のプレゼンパネルを用意して持論を通し、ワイヤー状のデザインとなった。
ヒート・サーベル
型式番号：Type-D III
瞬時にブレード（刀身）を形成するタイプではなく、最初から刀身を含めた実体剣として製造されている。ヒート兵器特有の問題として溶断のために赤熱化させると赤熱化した発熱構造体部分がその高熱によって徐々に劣化するため耐用能力が低下する欠点がある、発熱構造体そのもので刀身を形成し溶断のみを目的とした従来のヒート・サーベルはある程度の使用で再使用ができない使い捨ての武器であった、そのため赤熱化させずとも状況に応じて単純に巨大な剣や鉈としても使用可能にし質量武器としても繰り返し使用できるよう運用の柔軟化が図られたタイプ。不使用時はシールド裏に収納する。
3連装35ミリガトリング砲
従来型のフィンガー・バルカンは、火力はあるものの汎用性が損なわれ、また弾倉が腕部に内蔵されているため装弾数が少なく、戦闘中の給弾も不可能であるという欠点も指摘され、通常のマニピュレーターに戻されたことから、代替装備となる拡張兵装。左前腕部甲に外付けで装備され、コンパクトな形状ながら照準用センサーを備える。
プラモデル『HG 1/144 MS-07B3 グフカスタム』では、左腕マニピュレーターと交換式の従来型フィンガー・バルカンが付属した。
ガトリング・シールド
連邦軍MSの標準装備であるビーム・サーベルは公国軍MSにとって脅威であり、格闘戦を前提に作られたグフといえども迂闊に接近する訳にはいかなくなり、射撃戦により近接戦闘時の「間合い」を確保するために開発されたのが本兵装である。
従来型より小型化されたグフシールドと、中・近距離で威力を発揮する75ミリガトリング砲を組み合わせた武装。ガトリング砲はドラム・マガジンを備え装弾数も多く的確に斉射できれば大ダメージを与えられる。格闘戦移行時には容易にガトリング砲の着脱が可能で、デッドウェイトとなることなく速やかに3連装ガトリング砲やヒート・サーベルに武装を換装でき、本機はオールラウンドの戦闘特性を獲得するに至っている。
劇中での活躍
『08小隊』第10話では、ジオン東南アジア方面軍アプサラス開発基地所属のノリス・パッカード大佐が搭乗して奮戦し、ヒート・ロッドを用いることでジェット・コア・ブースターと空中戦を演じる。その後ザンジバル級の病院船ケルゲレンの脱出を支援するため、本機を駆って再度出撃。量産型ガンタンク3機を護衛する第08MS小隊の陸戦型ガンダム2機とガンダムEz8とを単機で相手にするという不利な戦いであるが、建造物を利用した戦法で翻弄し、量産型ガンタンク2機を撃破する。最終的にガンダムEz8との白兵戦での一騎討ちに敗れて撃破されるが、胴体を両断されながらもなお3連装ガトリング砲を放ち、残りの量産型ガンタンクを破壊し、作戦を成功させる。
OVA『機動戦士ガンダム MS IGLOO2 重力戦線』第3話では、オデッサに配備された機体が登場する。陸戦強襲型ガンタンク小隊に対して突撃を敢行するが、陸戦型ジム小隊の挟撃を受けて撃破される。
OVA『機動戦士ガンダムUC』ep5では、宇宙世紀0096年に本機のガトリング・シールドを「袖付き」のギラ・ズールが使用している。漫画『機動戦士ガンダムUC 『袖付き』の機付長は詩詠う』によれば、これはジオン残党軍カークス隊のクイント中尉が一年戦争時に撃破された仲間の機体から回収したもので、グリプス戦役時にはスキウレに乗った彼女のザクIIに装備され、宇宙でも使用されている。
個人専用機
ランス・ガーフィールド専用機
漫画『機動戦士ガンダム ギレン暗殺計画』に登場。サイド3首都防衛大隊所属のランス・ガーフィールド中佐が搭乗、右腕が欠損しているランスに合わせ、片手でも操縦できるようにコックピットが改修されている。大隊旗機として「ヴァイス・ローゼ（白薔薇）」の愛称が付けられており、機体も白とライト・ブルーを基調に塗装され、左肩にバラのパーソナル・エンブレムが描かれている。
宇宙世紀0079年12月31日にサイド3コロニー「ズム・シティ」内部において首都防衛大隊が蜂起した際には戦力として投入される。親衛隊所属の手だれのリック・ドム2機を撃破したのち、親衛隊のフィーリウス・ストリーム少尉が搭乗するガルバルディαとの長き死闘の末、ほぼ相討ちではあるものの勝利を譲るようにしてコックピットを貫かれる。なお、シールドの75ミリガトリング砲は装備せず、ヒート・サーベルを2本装備し、ときには二刀流で闘う。
ナランソロンゴ・ボルドバヤル専用機
漫画『機動戦士ガンダムMS BOYS -ボクたちのジオン独立戦争-』に登場。「モンゴルの銀狼」の異名をもつ地球攻撃軍第22MS特務遊撃隊隊長のナランソロンゴ・ボルドバヤル大尉が搭乗する。大尉の以前の機体である陸戦用高機動型ザク改と同様のカスタマイズがほどこされ、塗装は黒（単行本第1巻表紙では濃淡グレー）を基調に両肩のみ銀に塗られ、ヒート・ナックルやヒート金剛棒を装備する。なお、シールドの75ミリガトリング砲は装備しない。
コーカサス地方で連邦軍MSを鹵獲・回収し、調査のため「技研」に送る任務に従事する。宇宙世紀0079年11月、アジトである渓谷の村が襲撃された際に、渓谷を崩して敵MSを巻き添えにするため自爆する。

### グフ（後期改修型）
『MSV』の文字設定が初出（型式番号：MS-07C-1）。「後期改修型」の名称は『ガシャポン戦士』のおまけシールによる。
固定武装を主兵装とするグフは、局地的な戦況に対応しきれないことが判明したため、固定武装のバリエーションを増やし、状況に応じた機種を配備するというコンセプトのCシリーズが開発される。C-1型は、両腕ともマシンガン装備とした機体であるが、ヒート・ロッドの有無については明らかにされていない。
テレビ版第23話に登場する、両腕マシンガン装備（右腕にヒート・ロッドも装備）でド・ダイYSに乗る3機がこれに当たるとする見解もあるが、明言した資料はない。『ガシャポン戦士』のおまけシールではヒート・ロッドはなく、また動力パイプが薄い水色で塗られている。
なお、Cシリーズは本機や後述の重装型（MS-07C-3）、試作実験機（MS-07C-5）のほかに、MS-07C-2とMS-07C-4の存在も確認されている。C-4型は脚部の補助推進機を大幅に変更したとされるが、C-2型については型式番号以外不明である。

#### グフ重装型
『MSV』で設定され、アニメ『機動戦士ガンダムUC』にも登場した。ヨーロッパ戦線で運用されたことから「ヨーロッパ戦線用グフ」とも呼ばれる。また、「グフ重装改 (GOUF HEAVY ARMED CUSTOM)」とする資料もある。
C-1型をベースに、両腕の5連装機関砲の口径を75ミリから85ミリに拡大、給弾は前腕部装甲の弾倉からおこなわれるようになり、両腰に予備弾倉を装備する。右腕のヒート・ロッドは廃止されており、両肩のスパイク・アーマーはザクIIと同様のものに換装されている。頭頂部には30ミリ砲（30ミリマシンガン）とサブ・カメラ（狙撃用センサー）が装備されており、そのためブレード・アンテナはなく、左側頭部にロッド・アンテナが設置されている。装甲も強化されており、シールドはほとんど必要がなかったとされる。また、本機は歩兵支援のための「機動力を持つ装甲砲」という、従来のMSとは異なるコンセプトで開発されたともいわれる。
ヨーロッパ戦線をはじめとして各地で運用されており、ジャブロー攻略戦でも2機が確認されている。もっとも有名な、ダーク・グリーン（グレーともいわれる）を基調とした機体番号 "53" の機体は、左上腕にフランス南部に配属された第29機甲中隊（通称「ブリッツ」中隊）のエンブレムである「狐と三日月」が描かれている。北米への配備も知られている。
背面画稿は発表されていないが、1984年に森永製菓から発売された『森永チョコスナック』のおまけプラモデルでは、頭頂部ユニットから後頭部へ動力パイプが伸びており（『UC』では確認できない）、左肘前部にあるユニットが左肘後部にも付いている。ランドセルは通常のグフと同型。
劇中での活躍
『UC』では、ジオン軍残党の機体として登場。塗装は紫がかった青を基調としており、『SDガンダム GGENERATION』シリーズに登場する機体と共通する。中世ヨーロッパを思わせる古城の入口に壁を作り内部に秘匿されているが、宇宙世紀0096年にカークス隊からの要請に応じて壁を破壊し出撃する。しかし、トリントン基地襲撃時の戦闘記録にはない。
『UC』ep5-7のイベント上映時に配布されたTCAG『ガンダムトライエイジ』のプロモーションカード裏面には、パイロットがトリントン基地の場所が分からず迷子になっている様子が記されている。迷いながら上空の巨大な飛行機の周辺での赤い光を帯びたMSの戦闘や、シャトル発射場での黒いMSの打ち上げの場面に遭遇、そして空に虹色の光を見て復讐心を失い、偶然立ち寄った街の復興に手を貸すものの、実はその街こそがトリントンであった。また、『機動戦士ガンダムNT』上映記念のキービジュアルカード裏面では、復興後息抜きに旅に出て、ある晩の夜空に青い光とそれを追いかける光を見るが、帰り道でまた迷子になってしまう。

#### グフ試作実験機
画稿の初出は『TV版ストーリーブック2』で、キャプションには「グフの発展型」と記されていた。『講談社のポケットカード8』では「ドム試作タイプ」の名称で掲載された（なお、隣に掲載された（のちの）プロトタイプドムの名称は「試作タイプドム」）。『MSV』で「グフ試作実験機」とされ、詳細な設定が掲載されるとともに、背面画稿が新たに描かれた。
グフシリーズ中、もっとも異色の機体とされる。プロトタイプドムのデータ収集用に造られた機体で、グフのライセンス生産をおこなっていたツィマット社がB型をもとに改修し、軍によって便宜的に型式番号が与えられている。固定武装が廃され、モノアイレールは十文字型となり、ヒート・サーベル（この時点で完成している）が装備されるなど、グフとドムの中間的な外観をもつ。また、背部バーニアも強化され、脚部に補助推進エンジンも装備されている。腹部には、動力パイプを収納するウェスト・ジョイント・アーマーが設置されている。1機のみが製造され、北米の試験場でテストがおこなわれたのみで実戦参加記録はない。塗装は黒と濃淡グレーを基調に、一部赤と青で塗られている。
『機動戦士ガンダム THE ORIGIN』の『MSV』的企画『Mobile Suit Discovery (MSD)』では、本機の頭部などのデザインを流用したドム試作実験機が設定された。

### グフ・ハンター
メカニックデザイン企画『F.M.S.』（福地モビルスーツステーション）に登場（型式番号：MS-07F）。メカニックデザインは福地仁。
ジャングルにおけるゲリラ戦を目的として開発されたグフのバリエーション機で、フィンガーバルカンやヒート・サーベルといった従来の武装のほか、ゲル弾やトリモチを発射可能なハンドガンやグレネードなどを装備している。アジア方面の部隊に配備されており、宇宙世紀0079年12月2日にボルネオ島で連邦軍第17機甲海兵師団第2特務小隊と交戦しているのが確認されている。

### グフ・ヴィジャンタ
メカニックデザイン企画『MSV-R』に登場。メカニックデザインは大河原邦男。
連邦軍が圧倒的な兵力で地球侵攻を阻む現状を打破するために開発陣が提示し、開発が承認されたプラン。グフの特性はそのままに機動性と火力を向上、単独行動でザクII J型の3-4倍の移動能力をもつ機体というプランであるが、設計は難航し開発は大幅に遅れる。再考の結果、機動性と火力のそれぞれを向上した2種類の機体を開発して2機セットで運用する形に落ち着き、開発は順調に進みB型をベースに改良試作機がそれぞれ製作されるとともに、開発陣は並行してオプション装備の開発にも着手する。
完成した試作機はおおむね良好な仕上がりを見せるが、どちらも予定の機動性能に達しておらず、エンジン周辺の見直しや機体の軽量化が図られることとなる。このころには、機動性向上型にYMS-07BG-1、火力向上型にYMS-07BG-2の型式番号が与えられている。各種テスト後、細部の修正を経て当初の予定より2か月遅れて完成。キャリフォルニアベースで量産が開始され、すべてが実戦部隊（おもに強行偵察部隊などの特務部隊）に配備され、夜襲やゲリラ戦で多大な戦果を挙げたことが記録されている。生産と同時に、それぞれMS-07G-1 / G-2の型式番号が与えられるが、開発陣が付けた「戦闘工兵 (Combat Engineer)」が前線でも定着していたようだとされる。
機動性向上型であるG-1型はヒート・ロッドと5連装マシンガンが撤去され、4種類のオプション装備が用意されている。
武装・装備
シザー・ワイヤー
「グラップル・ワイヤー」とも呼ばれる。先端に展開式のフックが付いた全長85メートルの特殊ワイヤーで、右前腕部甲に射出器を装備。自重を超える120トンに耐える強度をもち、高い崖の登坂などを目的とするが、対MS戦闘で武器としても使用可能であり、敵機を捕らえることも可能。
マインズ・ロッド
先端にロケットが付いた全長80メートルの爆裂索で、左前腕部甲に射出器を装備。末尾は射出器に連結されておらず、有効射程は350メートル程度。戦闘はもとより進路上の障害物の除去を容易にし、長距離単独行には有用な装備である。1射ごとに弾倉を交換、予備弾倉はランドセル上部に4基装備する。なお、ランドセル両側面にはザク・マシンガンの予備弾倉を装備する。
リムーバル・メイス
「リムーヴァル・メイス」とも表記される。特殊棍棒で、先端にカートリッジ式の高性能炸薬を装着して使用する。障害物破壊を目的とするが、白兵戦でも威力を発揮する。ランドセルにホルダーを取り付けて、予備炸薬1基を装備可能。
劇中での活躍
『MSV-R』では、宇宙世紀0079年10月に北米で連邦軍の高高度偵察機から報告を受けて迎撃に当たるジムの小隊と渓谷で交戦し、戦術強攻型とともに6機を全滅、うち1機はほぼ全壊状態と記録されている。その3日後、180キロ離れた連邦軍補給基地が夜襲を受けて施設の40パーセントを喪失するが、同機らによるものと思われている。
漫画『ザ・ブルー・ディスティニー』では、連邦政府の回収対象である絵画『フューチャー・ワールド』護衛部隊の1人、ベルマ中尉の機体として登場。拠点である廃墟でステルス装備を搭載したモルモット隊と激戦を繰り広げる。
『MSV-R SEASON 2』では、カラカル隊仕様機が登場。濃淡のサンド・カラーを基調に、一部がダーク・グレーと白で塗り分けられている。2機が配備され運用された記録が発見されるものの、調査中とされる。

#### グフ戦術強攻型
『MSV-R』に登場。メカニックデザインは大河原邦男。
グフ・ヴィジャンタと同時に開発された火力向上型。兵装類の増加による重量増を軽減するため、機体構造材の再設計や脚部スラスターの追加がおこなわれ、B型と同等の機動性の維持に成功している。再設計に手間取ったこともあり、生産数は38機で終了している。
武装
ヒート・ロッドはB型と同様に装備。ヒート・サーベルやグフ・シールドも標準装備とされる。
4連装ガンパック
左前腕部を丸ごと換装し、4種類の火器（マシンガン、中射程ライフル、火炎放射器、有線誘導ロケット砲弾）を装備。
120ミリガトリング砲
120ミリマシンガンを束ねた対地・対空用の中距離射程のガトリング砲で、ランドセル右側面に装備。下部にマガジンがあり、装弾数は300発。不使用時はトラベリング・ロックで砲身を横向きに固定する。

### グフ飛行試験型
『MSV』で設定された。その後発行された初期の『MS大全集』シリーズなどでは「グフ飛行型」とするものもある。
地球上におけるMSの航続距離の短さを克服するため、機体そのものに飛行能力を持たせるべく開発された試験機。開発担当はアイザック・ウーミヤック大佐を中心としたチームで、サイド3の第29工業コロニーに試験場が構えられる。
すでにMS-07Aの生産配備が開始していたことから、開発ベースにはYMS-07AとYMS-07Bが用いられる。複数候補に挙がった飛行プランのうち、簡易型ロケットバーニアの強化と熱核ロケットの脚部集中措置が採用され、両腕部には接近戦用として75mm5連装フィンガーバルカンを装備。完成した試作機4機はムサイによって地球へ運ばれ、キャリフォルニアベースのシャトルベースやテストセンターを経た後、アリゾナのフラットネイル空軍基地へ送られる。
同地では4週間のうちに38回の飛行試験が実施されるが、高度での試験に至るまでに10数回のトラブルが発生し、一定の巡航速度を保つことができないうえ、重量増加の影響で離陸後に実用的な航続距離を得ることもできなかった。また、エンジンを全開することで作戦行動を取ることも可能ではあったが、これでは燃料搭載量の問題が発生し、ドロップタンクを増設（この増設型は、MS-07H-2とされる）したとしても若干の向上が見られるのみであった。
計画期間を終えた機体は縮小する形で研究続行を承認され、アリゾナ基地にはYMS-07Aから改装された3号機とYMS-07Bから改装された4号機のみが残された。このうち、4号機はMS-07H-4に改装されている。MS-07H-4の空中爆発事故を受けて本機の開発計画は中止され、最終的にMS-07には代行措置としてドダイYSが配備されている。
武装
固定武装として両腕にマシンガンを装備する。これは格闘戦に至らない接近戦闘を踏まえたものだが、本機を在来MSの特殊任務用として位置付けられたことにも起因する。

#### グフ飛行試験型（地球連邦軍仕様）
テレビアニメ『機動戦士Ζガンダム』に登場（型式番号：MS-07H）。
H型は一年戦争後に連邦軍に接収され、少数が連邦軍によって生産されている。脚部は熱核ジェット・エンジンに換装され、コクピットはリニアシート方式に改められ、ジャイアント・バズで武装している。宇宙世紀0087年5月、エゥーゴによるジャブロー攻撃に対してダークブルーのカラーリングの4機が防衛の任に就いている姿が目撃されている。ジャブロー基地上の湿地帯やアマゾン川の水上をホバー移動するなど、ドムのように運用されていた。
劇中での活躍
第12話「ジャブローの風」に4機が登場する。そのうちの1機はジムIIとネモに撃墜される。別の3機は小隊を組んでエゥーゴのMS部隊の百式やリック・ディアスなどと交戦し、ジムIIを2機、ネモを1機撃墜する。クワトロ・バジーナによる百式の攻撃をホバー移動で回避するなど、機動性は高い。カミーユ・ビダンのガンダムMk-IIと交戦した結果、1機はフライングアーマーの体当たりで脚部を損傷し、残る2機もビーム・ライフルで撃破された。

#### グフ飛行型
『MSV』で設定された。名称は1988年発行の『MS大全集』により、同名とされていたMS-07Hが2013年版で「グフ飛行試験型」に改称された後も本機の名称は変更されなかった。
YMS-07Bをベースに建造されたH型の4号機に改装を施した機体。脚部エンジンの換装や腰部にベントラルフィンが設置され、両肩部は有翼状に変更された。この仕様変更がなされた機体はMS-07H-4とされ、滞空時間の延長と良好な運動性を示したが、エンジンの調整は複雑さをきわめた。最終的には、テスト10日目に空中爆発で機体は失われている。

#### グフ・ホバータイプ
スマートフォンゲームアプリ『機動戦士ガンダム U.C. ENGAGE』に登場するゲームオリジナルMS（型式番号:MS-07H-6）。
ジオン本国にてグフ・カスタムをベースに改修された機体。ツィマット社から提供された熱核ジェット・エンジンのデータにより、1G環境下でドム・タイプ並みの高速機動を実現。加えて原型機がもち得る白兵戦性能を引き上げるため、左前腕部甲にはスラスター搭載の打突兵器「ブースト・ナックル」を装備、ホバー走行と併せて一撃離脱戦法を可能としている。しかしデータ調整などで開発は難航し、完成を迎える最中にキャリフォルニアベースが陥落、地球に送られることなく終戦を迎えている。

#### グフ・フライトタイプ
『機動戦士ガンダム 第08MS小隊』に登場。メカニックデザインはカトキハジメ。グフ・カスタムをベースに実質的にH-4型をリファインしたデザインでありながら、コクピット・ハッチはプロトタイプA型をベースにしたとされるH型3号機までの特徴が残っている。その理由については、グフ・カスタムとの差別化を強調したいというアニメスタッフ側の意向が反映されたものだという。従来の設定とのつじつまが合わないことと、模型化した際にパーツの流用への不便さを理由にカトキは反対したが、バンダイ側の模型設計スタッフによる「模型化に支障なし」との声もあり、アニメスタッフの意向を優先させる結果となった。
飛行試験型の8番目の改良型で、事故で失われたものの比較的良好な結果を残したH-4型の設計思想を継承しつつ細部に改良がほどこされている。ランドセルと臀部のスラスターはより強力なものに換装され、脚部の熱核ジェット・エンジンも出力が高いものを使用している。H-4型から採用された整流効果を考慮したショルダー・アーマーと、ランドセルとスカート・アーマーの可動式の安定翼（H-4より翼面積は広くなっている）によって、空中での姿勢制御を安定させている。グフ・カスタムと同じ兵装（ヒート・ロッドを除く）を装備するが、これは本体重量の軽減を図り、かつ状況に応じた兵装の取捨選択を可能とするためである。
アジアのジオン新兵器開発秘密基地で、アプサラスの護衛用としてギニアス・サハリン技術少将がサイド3から運び込んだパーツから組み上げた数機によって試験がおこなわれる。本機によって飛行性能が確立されるが、プロペラントや熱核ジェット・エンジンの冷却問題は解消されておらず、高速で高々度の飛行をおこなうと滞空時間は極端に短くなってしまう。結局は試作機の域を越えられず、量産には至っていない。
劇中での活躍
『08小隊』第11話に2機が登場し、アプサラスIIIの護衛として出撃する。アプサラスIIIの稼動を見届けてザンジバル級機動巡洋艦「ケルゲレン」に帰投するが、大気圏離脱中のケルゲレンがジム・スナイパーに狙撃され、その爆発に1機が巻き込まれ爆散する。脱出した1機も中破しており、ジム・スナイパーに撃墜される。
小説版では、ノリスがグフ・カスタムではなく本機に搭乗し、僚機2機を率いて連邦軍司令部を奇襲するが、シロー・アマダのガンダムEz8に撃破される。その際、ヒート・サーベルをビッグ・トレーに投げつけ、旗艦の撃破には成功する（なお、イーサン・ライヤー司令官は、交戦中にビッグ・トレーを脱出している）。
ショートフィルム『三次元との戦い』にも1機登場。パイロットはジューコフ。最終決戦の地に向かう為、川に架かる橋を渡ろうとする08小隊を橋の先でマゼラトップ砲を装備したザクIIと共に待ち伏せ、襲撃する。橋の下の水上をホバーで滑走し、橋の上を飛び越えるように滑空しながらガトリング砲で攻撃し、シローのEz8を翻弄するもガトリング弾はEz8の装甲に阻まれ、互いに決定打を与えられない。戦況を打開すべく、ミケル・ニノリッチがテリー・サンダースjr.協力のもと、橋の上から飛び降り宙吊りになりながら橋の下にいるフライトタイプの動きをシローに伝えることで動きを見切られ、橋の下から飛び出した際にマシンガンの砲撃を受け、ガトリング砲を破壊される。その後、ヒート・サーベルで接近戦を挑んでEz8の右肩を破壊するが、ビーム・サーベルでコクピットを貫かれ、撃破される。

#### グフ飛行試験型（ヤーコブ機）
漫画『機動戦士ガンダム バニシングマシン』に登場（型式番号：MS-07HX）。メカニックデザインは近藤和久。他作品のグフよりも細身に描かれている。
07H型のバリエーションの一つで、義勇軍部隊「ヤーコブ隊」の隊長であるヤーコブ大尉の乗機。名称はH型と同一だが、両腕がマニピュレーターとなっている点や機体形状などはH-8型やB-3型と類似している。作中では飛行は行わず、もっぱらドム同様のホバリングを行うに止まっていた。戦闘の中で現地改造が行われており、ホバリング用エンジンがドム用のTM901に換装されたため、機体重量に対してエンジンのパワーが大きすぎるピーキーな機体となっている。また、盾としても使用できる通常の2倍サイズの試作型ヒートサーベル「エクスキャリバー」を新たに装備している。
劇中での活躍
連邦軍のオデッサ進軍を受け、後退する本隊を援護するための捨て石とされたヤーコブ隊の隊長機として、上述の現地改造を加えられながら連邦軍の渡河作戦を阻止し続ける。酷使されたエクスキャリバーが破損した後は、地面に突き刺した一個大隊分のヒートサーベル（すべて故障しており、発熱が不可能な状態）を次々と取り替えながら奮戦したが、最後はジム・スナイパ―にコックピットを狙撃され、街道に立ち往生して亡骸を晒した。

### グフ複合試験型
『MSV-R』に登場。メカニックデザインは「ガンダムエース」誌上から一般公募されたうちの大賞作である「ガルマ専用グフ」をもとに、大河原邦男がクリンアップしたもの。そのためカラーリングはガルマ専用機を思わせるものとなっている。
一年戦争後期、キャルフォルニアベースにて連邦軍に発見されたMS。胸部に専用のドップ（リトル・ドップ）を収納可能となっており、このリトル・ドップがコックピット兼脱出ポッドとなっている。そのためRXシリーズのコア・ブロック・システムの模倣機といわれているが、グフからの離脱はできても、その逆は不可能であり、リトル・ドップ自体はあくまでも脱出ポッドである。
その他、腕部のシールドにバーニアが搭載されており、オリジナルより機動力は大きく向上しており、なんらかのテストベッド機であるのは確かなようであるが、いずれにせよ実戦投入が確認されていないことから、本機はパイロットの生還率向上のための実験機であったと思われる。
本機が発見された時に、リトル・ドップとは別に、MSのコックピット機能を持ったシーランスに似た小型潜水艇が製作途中で発見されている。これらから、本機はコックピットの換装によって水陸両用MSとしても運用可能にしたと推定されている。
漫画『機動戦士ガンダム MSV-R ジョニー・ライデンの帰還』において、「ニューヤーク市解放10周年記念展」にザクIIFS型と共に展示されている。
リトル・ドップ
07Wの胸部に収容されているドップ。オリジナルのドップをそのまま一回り小さくしたもので、機首を180度回転することで収納が可能となる。

## 後継機

### RFグフ
漫画『機動戦士ガンダムF90』およびゲーム『機動戦士ガンダムF91 フォーミュラー戦記0122』に登場。
オールズモビル（火星独立ジオン軍）が開発した陸戦用量産機。一年戦争時のグフを模しているが、内部は宇宙世紀0110年代以降の技術でリファインされている。陸戦型であるが宇宙空間での運用も可能。RFザクよりも格闘戦能力に優れているものの、RFザクと共通のユニットを使用しており、兵装・パーツの共有率が高く整備性に優れている。
武装はビーム兵器を主体に運用している。ヒート・ロッドの先端にビームを発生させることもでき、その攻撃力は以前のグフの2倍以上とされている。一年戦争時の機体と比べると性能差は著しいが、機体性能は第二世代の水準にとどまっており、機体サイズは宇宙世紀0120年代の小型機であるガンダムF90に比べると大型となっている。
『F90』劇中では火星に配備された機体が登場。オールズモビルの襲撃を受け、火星に強行着陸を行ったF90の降下シャトルを調査するが、ナヴィの仕掛けたトラップに巻き込まれ撃破されたほか、F90奪還部隊のジェガンと交戦していた。『フォーミュラー戦記0122』では火星の残党部隊の戦力として、RFザクとともに劇中序盤から中盤にかけて登場している。

## グフ（サンダーボルト版）
漫画・OVA『機動戦士ガンダム サンダーボルト』に登場（型式番号：MS-07B）。
一年戦争終結後に地球連邦軍の軍閥である「南洋同盟」が改修・運用する機体。背部に2基の大型ファンを有するフライト・ユニットを装備しているのが特徴で、ホバリングが可能であるうえ、ジャンプ機動時の自由度も向上しており、当時のMSとしては優れた空中戦能力を誇る。フライト・ユニット中央上部には兵員輸送用のコンテナをもつ。
グフ・カスタムとの共通点も多く、右腕にワイヤー式のヒート・ロッドを内蔵、左手は通常のマニピュレーターで、外付けの3連装ガトリング砲を装備する。また、ヒート・サーベルやシールドのほか、ザク・マシンガンやザク・バズーカ、ジャイアント・バズも携行する。
南洋同盟の支配地域へ進軍するペガサス級強襲揚陸艦「スパルタン」に対し、本機12機がド・ダイとの連携攻撃をかける。チャウ・ミンの搭乗機がスパルタンに取り付き、コンテナに乗せた決死隊を侵入させたのちに撤退するが、同機以外は全滅する。
外伝「砂鼠ショーン」では、一年戦争後に傭兵となったショーン・ミタデラの搭乗機「グフ・ショーン・カスタム」が登場する。上記の機体とほぼ同じ仕様であるが、コンテナは装備されていない。肩アーマーのスパイクもないが、ヒート・ロッドの電撃使用時にはスパイクのあった箇所から円筒形のユニットが突出し、ガンタンク2機を一度に破壊するほどの電流を放っている。
OVA版では膝下の形状など、原典に寄せたデザインアレンジが施されている。

## 『機動戦士ガンダム THE ORIGIN』におけるグフ
漫画『機動戦士ガンダム THE ORIGIN』では、ランバ・ラル機は、ヒート・ロッドを収納する右腕が太く丸い形状になり、バルカン砲を装備している左腕は角ばった形状になるなど、アニメ版以上に左右非対称が強調された腕部に変更されている。武装に関してはヒート・ロッドの先端に展開式のアンカーロックが付けられ、左胸に三門の小型バルカン砲（本編未使用）を装備している以外は基本性能は同じである。その他に形状記憶型（ビーム）サーベルを多用し、ガンタンクを一刀で切り裂くなど接近戦において高い性能を発揮している。「オデッサ編」では、マ・クベのギャンに率いられ集団で登場した。その中の大半が角の付いていないタイプだったが、性能的に差があるのかどうかは不明。なお、実剣タイプのサーベルを装備していた。

### プロトタイプグフ 機動実証機
『機動戦士ガンダム THE ORIGIN』版MSVであるメカニックデザイン企画『機動戦士ガンダム THE ORIGIN Mobile Suit Discovery』 (MSD) 用に、一部設定の追加・改変が行われた機体。メカニックデザインはカトキハジメ。
駆動部・動力系のテストのために試作された機体。両腕がザクIIと同型のマニピュレーターになっており、独自形状のマシンガンと、ヒート・ホークを収納したシールドを装備する。ダーク・コロニーでの試験後、重力下での最終試験のために地球に降ろされた。
カラーリングはMSV版と同様のカーキ系のサンドカラータイプと、青・白に塗り分けられた機体の2種類が存在する。前者に関しては、デザインも塗装もMSV版とほぼ同様の外見となっている。
名称の変遷
2015年5月に開催された第54回静岡ホビーショーでは「YMS-07」として発表された。『月刊ガンダムエース』2015年8月号掲載時にYMS-07A-0という型番と「プロトタイプグフ 稼働実証機」という名称が発表された。その後、gundaminfoやプレミアムバンダイでのプラモデルの記事、および2015年9月に発売された『HG GUNDAM THE ORIGIN プロトタイプグフ 戦術実証機』の解説文では「機動実証機」となっている。

### プロトタイプグフ 戦術実証機
『MSD』に登場。『MSV』にて文字設定のみ存在していた3号機以降の機体と考えられている。
機動実証機のテストと並行して行われていた「試作型ヒート・ロッド」と、「フィンガーバルカン」の試作型にあたる「三連装マシンガン」を装備した試験機。カラーリングは青と紺で、頭部アンテナや肩部スパイクなどに白いラインが入っている。完成機では右腕にマニピュレーターとヒート・ロッドを両方搭載しているが、本機の場合はマニピュレーターがなく、腕部先端がヒート・ロッドの射出口となっている。左腕のマシンガンも完成機は五連装であるが、本機は親指部分がセンサーとなった三連装式を採用しており、関節がなく指を伸ばしたままの形状となっている。前腕部は「モビルワーカー MW-01 01式後期型」と同規格のアタッチメント式になっており、通常のマニピュレーターに換装することも可能である。
ランバ・ラルがテストパイロットだったとされているが、その理由はラルが搭乗していたMW-01後期型の青い塗装と識別番号「31」が戦術実証機と同一であることと、ジオニック社でグフの開発を行っていた技師の証言からである。その説によると、ラルはガンタンク初期型と模擬戦を行い、ヒート・ロッドで行動不能にしたという。

## グフの日
現実世界では2016年以降、9月2日が9（グ）2（フ）の語呂合わせでグフの日とも称されている。